# كيرن أوكونور
كيرن أوكونور (بالإنجليزية: Kieran O'Connor)‏ هو لاعب كرة القدم الغالية أيرلندي، ولد في 31 مايو 1979 في أغادا ‏ في جمهورية أيرلندا.